# 李備
李備（?—?），唐朝宗室，唐太宗之孙，曹王李明第三子。

## 生平
他的哥哥南州别驾零陵王李俊、父亲黎国公李杰，在垂拱四年被武则天处死。神龙初年，唐中宗以李杰之子李胤为嗣曹王，李備自南州还，皇帝下诏停封李胤，而封李備为嗣曹王，官至卫尉少卿、同正员。后来李備招慰忠州叛乱的獠人，阵亡。开元十二年（724年），唐玄宗再封李胤为嗣曹王。

## 子孙
- 李守宗，太中大夫、兴州刺史
  - 李璠，朝议郎、行河南府河阳县尉
    - 李某，唐州参军事

  - 李璘，河阴县尉
  - 李㻍，颍阳县尉